# Ristovac
Ristovac (cyr. Ристовац) – wieś w Serbii, w okręgu pczyńskim, w mieście Vranje. W 2011 roku liczyła 347 mieszkańców.